# La Carolina (Trolebús de Quito)
La Carolina fue la trigésimo cuarta parada del Corredor Trolebús, al norte de la ciudad de Quito. Se encontraba ubicada sobre la avenida 10 de Agosto, intersección con República, en la parroquia de Iñaquito. Fue construida durante la administración del alcalde Jamil Mahuad Witt, quien la inauguró el 21 de diciembre de 1996, dentro del marco de la tercera etapa operativa del sistema, que venía funcionando desde marzo únicamente hasta la parada Colón. Dejó de funcionar a partir de 2016, debido a la subutilización de usuarios en la que había caído al contar con dos paradas demasiado cercanas.
Tomaba su nombre del cercano parque La Carolina, al que se podía acceder desde esta parada caminando unas pocas cuadras hacia el oriente. Servía al sector circundante, en donde se levantan locales comerciales, showrooms de vehículos, así como edificios de apartamentos y oficinas. Su iconografía era la imagen de un hombre trotando, un niño en patinena, la planicie y un sol, representando las varias actividades recreativas que se puede hacer en el parque vecino.